# Río Turía
El río Turía es un río del norte de la península ibérica que nace en el municipio de Taramundi y desemboca en el río Eo en el municipio de Puente Nuevo (España).

## Curso
El río Turía da nombre al valle del Turía al que cruza horizontalmente hasta desembocar en el río Eo. El río Turía se alimenta de numerosos arroyos y riachuelos procedentes de las sierras que limitan el valle, y es parte de la Reserva de la Biosfera del Eo. Si bien el río nace en Asturias, la mayor parte de su caudal se encuentra en la provincia de Lugo (Galicia). 
A lo largo de su recorrido atraviesa las poblaciones asturianas de As Veigas, Mazonovo, Taramundi, A Garda y Mousende y las gallegas de Conforto y Puente Nuevo.
El río Turía es fuente de trabajo ya que sus aguas sirven para generar actividades socioeconómicas basadas en tradiciones milenarias como son la artesanía navajera y textil, así como la industria primaria con la cría de salmones en la piscifactoría en Puente Nuevo.